# Яніна
Я́ніна (грец. Ιωάννινα) — місто на заході Греції на березі озера Яніна, столиця ному Я́ніна і головне місто історико-географічної області Епір. Населення 70 203 чоловік.

## Історія
За свідченнями археологічних знахідок прадавнього поселення у печері поблизу сучасного невеличкого селища Кастриця, перші поселення людини датуються добою палеоліту — близько 38 000 років тому.

### Візантія
Власне місто Яніна було засноване близько 510 р. візантійським імператором Юстиніаном I і було назване Яніною, (грец. Ιωάννινα), адже покровителем міста був визнаний Святий Іоанн. місто вперше згадується у 527 р. істориком Прокопієм, який описує заснування міста. Проте офіційна згадка назви Яніна датується 879 роком в Актах Константинопольських, а саме Акт Синоду 879 року згадує Захарію, єпископа Яніни.
За царя Самуїла місто стало частиною Болгарської імперії. Існує згадка про єпископа міста Яніна, який підпорідковувся автокефальному болгарському архієпископу Охрида, датована 1020 роком у документах імператора Василя II.
1082 року місто було завойоване норманами під проводом Боемунда І, князя Антиохії. Щоправда, їм Яніна завдячувала відбудовою міських укріплень, аби відбити наступ Олексія I Комніна.

### Епірське царство
У 13 столітті створення Епірського царства сприяло розвитку та добробуту Яніни, яка стала другим за величиною та значимістю містом, після столиці міста Арта. Засновник цартва Михайло І Комнін Дукас оселив тут родини візантійських біженців, таких як Філантропи, Стратигопули та інші, які втекли з Константинополя після падіння міста під натиском хрестоносців Четвертого хрестового походу, а пізніше і болгар під проводом Івана Асеня ІІ.
Ці знатні родини біженців, спільно з місцевою знаттю, взяли на себе управління Яніною й 1318 року відкололися від Арти. Того ж року Яніна стала підданою візантійського імператора Андроніка ІІ Палеолога, а трохи пізніше сербів, які розширили свою територію за рахунок Візантії та Болгарської імперії.
Візантійський імператор надав ряд пільг (адміністративних, економічних, духовних) для мешканців Яніни. Ці привілеї були збережені й сербами, тож у результаті Яніна досягла високого економічного та культурного рівня у наступні століття. Місто процвітало і незабаром стало важливим фінансовим та духовно-освітнім центром. 1367 року серб Фома Комнін Палеолог став новим правителем Яніни, а після нього містом управляли Ісая Боунтельмонті (1385 — 1411) та Карло І Токко (1411 — 1430).

### Османська доба

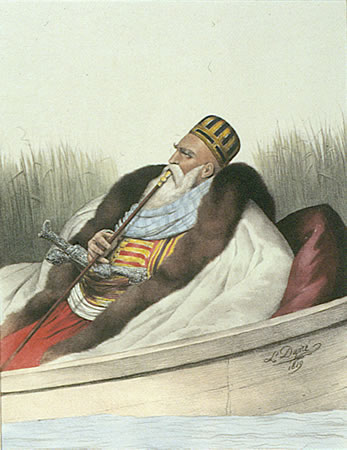
Алі-паша

Смерть Токко 1430 року ознаменувала падіння Яніни під натиском Османської імперії, яка щоправда надала місту певні привілеї в обмін на його повне підпорядкування. 1611 року спалахнуло селянське повтання під керівництвом Діоніса Філософа, єпископа Лариси. В результаті місто втратило свої привілеї, а всіх християн вигнали з міста.
Попри цей удар місто зуміло відновитися. Його мешканці продовжували активну комерційну та ремісничу діяльність, що дозволяла їм торгувати з великими європейськими торговельними центрами, як Венеція та Ліворно, де купці з Яніни навіть промоглись створити та спорудити будівлю власного комерційного банку. У той же час вони підтримували тісні економічні та інтелектуальні зв'язки з батьківщиною і заснували низку благодійних та навчальних закладів.
1789 року місто стало резиденцією Алі-паші та центром вілаєту, який включив увесь північний захід Греції, Фессалію, частину Евбеї та Пелопоннес. Власне Алі-паша (мусульманин, албанець) був однією з найвпливовіших персоналій 18 століття у регіоні, підтримував дипломатичні відносини із європейськими лідерами. Стабільність, яку він приніс регіону, стала добрим ґрунтом для появи перших фігур майбутньої Грецької революції, як Георгіос Караіскакіс, Одіссей Андрутсос та Маркос Боцаріс. Сам Алі-паша намагався порвати із Портою. Проте, коли 1821 року спалахнула Грецька революція, його оголосили винним у державній зраді, і Яніну оточила турецька армія. Через два роки Алі-паша буде підступно вбитий.

### Новітня історія

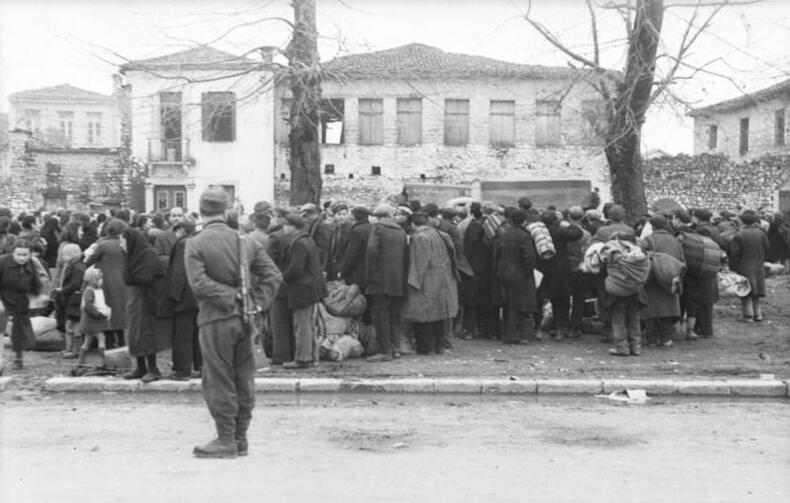
Депортація євреїв з Яніни, 1944 р.

1869 р. більша частина Яніна була знищена вогнем. Розпочалась грандіозна реконструкція завдяки ініціативі Ахмет-Рашим-паші, префекта Яніни. Також значну фінансову підтримку здійснювали вихідці з Яніни, о проживали в Європі.
По завершенню Балканських воєн Яніна була включена до складу незалежної Греції 21 лютого 1913 р. У майбутньому місто не оминули Малоазійська катастрофа та подальший обмін населенням. 1944 року нацисти вивезли більшість єврейської громади міста до концтабору Аушвіц, решта євреїв були вбиті чи закатовані у Яніні.

## Населення
| Рік  | Місто  | Муніципалітет |
| ---- | ------ | ------------- |
| 1981 | 44,829 | —             |
| 1991 | 56,699 | 63,725        |
| 2001 | 61,629 | 70,203        |

## Культура

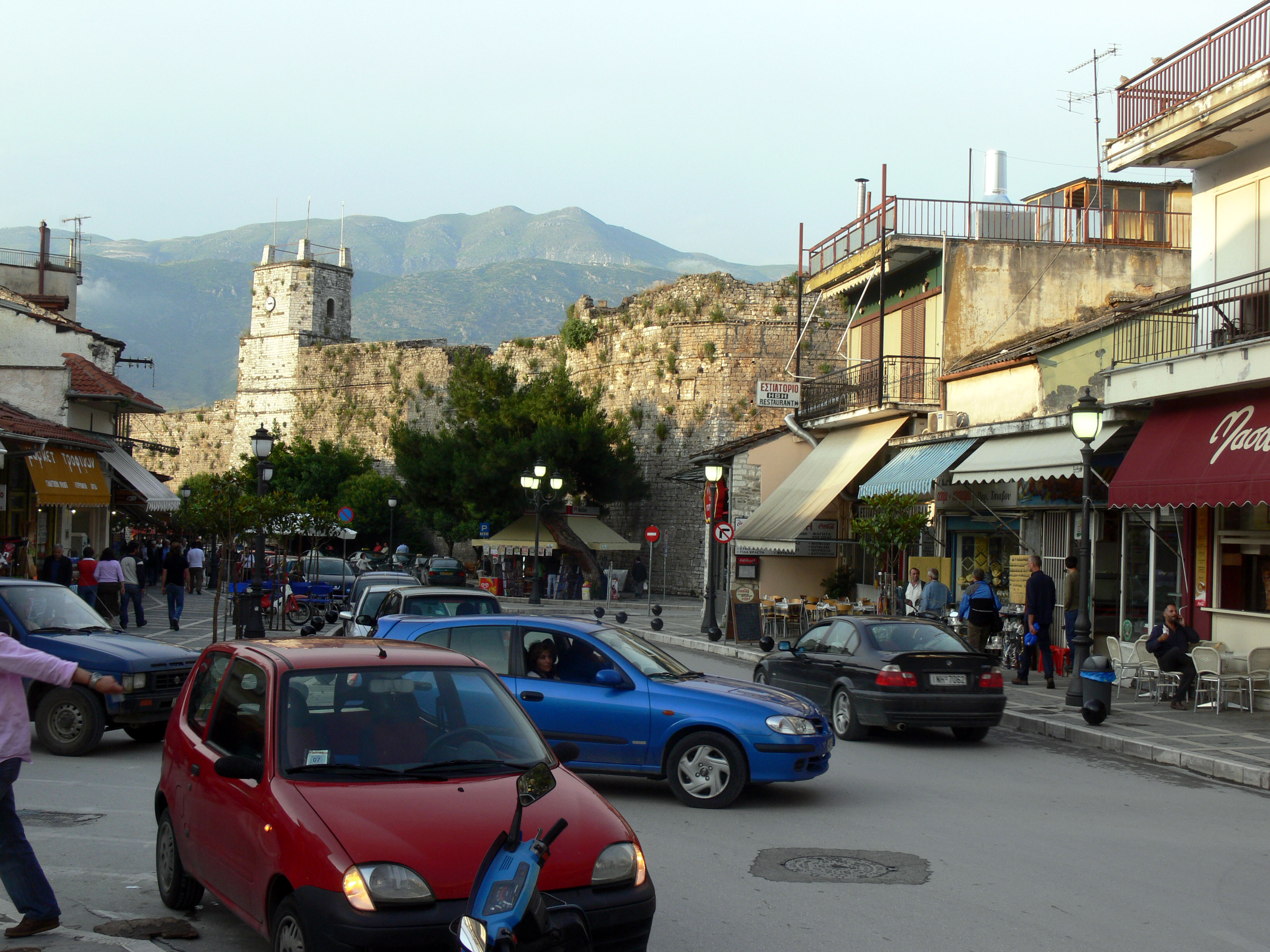
Фрагмент Янінської фортеці

В місті базуються Університет Яніни та археологічний музей Яніни. Найбільша туристична атракція — Янінська фортеця.

### Спорт
| Клуб      | Ліга                 | Майданчик           | Місткість | Заснований |
| --------- | -------------------- | ------------------- | --------- | ---------- |
| ПАС Яніна | Бета Етнікі — футбол | стадіон «Зосімадес» | 7 500     | 1966       |

## Транспорт
Місто обслуговує Національний аеропорт Яніна «Цар Пірр», названий на честь царя Пірра Епірського. Регіональні авіалінії Air Sea Lines [Архівовано 15 грудня 2006 у Wayback Machine.] сполучають Яніну із островом Керкіра, національні авіаперевізники Aegean Airlines, Athens Airways, Olympic Air — з Афінами.
Автомагістраль Егнатія-Одос сполучає Яніну із містами Західної Македонії, Центральної Македонії, Східної Македонії та Фракії, зокрема з Афінами, Патрами та Салоніками.
Щоденні автобусні маршрути KTEL Яніна-Афіни та Яніна-Салоніки.

## Уродженці
- Христос Адамідіс (1885—1949) — один з піонерів грецької авіації, учасник Балканських воєн 1912—1913 років, генерал авіації.